# Щербаков, Артемий Захарович
Артемий Захарович Щербаков — советский научный, государственный и политический деятель, доктор технических наук, профессор.

## Биография
Родился в 1924 году в Астрахани. Член КПСС.
С 1942 года — на хозяйственной, общественной и политической работе. В 1942—1995 гг. — студент, аспирант, ассистент, доцент, заведующий кафедрой, секретарь парткома, ректор, заведующий кафедрой Астраханского государственного технического университета.
Делегат XXIV съезда КПСС.
Умер в Астрахани в марте 1995 года.

## Память
На главном корпусе Астраханского государственного технического университета справа установлена мемориальная доска Артемию Захаровичу Щербакову;
На территории АГТУ напротив 7 корпуса установлен бюст А.З. Щербакову.